# Isaac Palazón Camacho
Isaac Palazón Camacho (Cieza, Murcia, España, 27 de diciembre de 1994) es un futbolista español que juega como centrocampista en el club Rayo Vallecano de la Primera División de España.

## Trayectoria
Se crio en las bases de su pueblo natal llegando al equipo sénior C. D. Cieza debutando en Tercera División en la temporada 2009-10. También pasó por las bases del Real Madrid cadete y posteriormente en el Villarreal C. F. pasando un total de los 3 años de juveniles y medio año en el Villarreal C. En la temporada 2014-15 firmó en el Real Murcia Imperial con el que solo estuvo unos meses. Disputó 16 partidos marcando 11 goles con el Real Murcia C. F. Imperial, siendo un fijo para Paco García en el filial ya que de los 16 encuentros que se habían disputado en Liga, 15 fueron como titular y solo uno como suplente. Esa misma temporada ya se contrastó con el primer equipo del Real Murcia con el que terminó siendo máximo goleador con 7 goles y siendo eliminado por el Hércules C. F. en la primera eliminatoria del play off de ascenso a la categoría de plata. En 2015 debutó con el Real Murcia C. F. y firmó de grana hasta junio de 2018, convirtiéndose en titular indiscutible para el técnico José Manuel Aira. Terminó su contrato con el Real Murcia C. F. dos temporadas más tarde. En la temporada 2017-18 llegó a la S. D. Ponferradina, con el que consiguió el ascenso a la Segunda División española en la temporada 2018-19. El 23 de enero de 2020 se hizo oficial su fichaje por el Rayo Vallecano hasta 2023. En la temporada 2020-21 consiguió el ascenso a Primera División con el equipo madrileño acabando la temporada como máximo goleador de su equipo.

## Clubes
| Club           | País   | Año       |
| -------------- | ------ | --------- |
| Rayo Vallecano | España | 2009-2010 |
| Rayo Vallecano | España | 2010-2012 |
| Rayo Vallecano | España | 2012-2013 |
| Rayo Vallecano | España | 2013-2014 |
| Rayo Vallecano | España | 2014      |
| Rayo Vallecano | España | 2015-2017 |
| Rayo Vallecano | España | 2017-2020 |
| Rayo Vallecano | España | 2020-Act. |